# Josep Calvet i Amat
Josep Calvet i Amat   (Llagostera, 16 de novembre de 1899 - Llagostera, 22 de novembre de 1999), conegut com a Pitu Calvet, va ser un pintor, escriptor, arqueòleg i compositor de sardanes llagosterenc.

## Biografia
Nascut a Can Lep, a la carretera, ja des de ben jove va cultivar de forma autodidacta diferents formes d'expressió com la pintura, la poesia, la narració i l'arqueologia, mentre creixia treballant en diversos oficis, fent de mecànic, fabricant de munició, pastisser, xofer o pescador.
Rafael Mas fou el seu mestre de dibuix des dels vuit anys, a l'Escola de Belles Arts de Llagostera. Les excursions pels voltants del poble el van portar a interessar-se i investigar l'origen dels vestigis arqueològics que trobava. També aplegava a la seva memòria llegendes i històries populars que recordava, escrivia i explicava. Va cultivar la poesia per donar a conèixer les seves vivències personals. El 1915 ja era un aficionat a l'arqueologia del grup impulsat per mossèn Josep Gelabert.
Del 1920 al 1924 va fer el servei militar a l'Àfrica. A la tornada va muntar un negoci familiar de venda d'aigua amb la marca Societat Calvet Fills. El 1925 es va casar amb una rellotjera alemanya de Llagostera, Melitta Franz Guther, amb qui va tenir un fill, Josep.
El 1931 es va comprometre políticament i esdevingué regidor del govern local. Simpatitzant d'ERC, va fer el discurs de benvinguda de la República al balcó de l'Ajuntament de Llagostera. Per això es va haver d'exiliar primer a França i des del 1939 a Xile, on arribaria amb el Winnipeg, el vaixell que sortiria de Burdeus amb 1.500 refugiats. Durant 16 anys va portar un negoci d'ultramarins a Amèrica.
El 1954 va tornar a Llagostera després de patir un atac de cor. Durant aquesta etapa va viatjar a Xile, Alemanya i Suissa, però sobretot va passar els anys entre la pintura, l'escultura, l'acordió i les tertúlies amb els seus amics al Casino Llagosterenc. Va impulsar el Centre d'Estudis de Llagostera i va ser un dels fundadors del Museu Arqueològic de Llagostera.

## Llibres
- Llagostera en la intimitat (llegendes, cròniques i vivències), 1984[3]
- El Mestre de Fanals i altres contes[3]
- Cercles rupestres a Taiades (Llagostera), Quadern de Treball núm. 3, 1980[5]